# Cayo Valgio Rufo
Cayo o Gayo Valgio Rufo, cuyo nombre en latín era Gaius Valgius Rufus, fue un poeta en ese idioma y político romano. Fue cónsul sufecto en el año 12 a. C. junto con Lucio Volusio Saturnino.
Afamado escritor de elegías y epigramas, gozaba de gran prestigio entre sus coetáneos. El autor del panegírico sobre Marco Valerio Mesala Corvino consideró a Rufo el único poeta capaz de emular a Homero.
Este, sin embargo, no se limitó a la poesía. Discutió cuestiones gramaticales por correo, tradujo el manual retórico de su profesor Apolodoro de Pérgamo e inició un tratado acerca de plantas medicinales, uno de cuyas odas, la novena del segundo volumen, iba dedicada al emperador Augusto. 

## Atribución
Este artículo incorpora texto de una publicación sin restricciones conocidas de derecho de autor:  Varios autores (1910-1911). «Encyclopædia Britannica».  En Chisholm, Hugh, ed. Encyclopædia Britannica. A Dictionary of Arts, Sciences, Literature, and General information (en inglés) (11.ª edición). Encyclopædia Britannica, Inc.; actualmente en dominio público.

| Predecesor: Marco Valerio Mesala Barbato Apiano y Publio Sulpicio Quirinio | Cónsul suffectus del Imperio romano junto con Lucio Volusio Saturnino 12 a. C. | Sucesor: Gayo Caninio Rébilo y Lucio Volusio Saturnino |

- Datos: Q8817